# Daniel Walther (Eishockeyspieler)
Daniel Walther (* 6. April 1972) ist ein ehemaliger deutscher Eishockeyspieler, der auf der Position des Stürmers spielte. Aktuell ist er Cheftrainer der DNL2-Mannschaft des EHC Neuwied.

## Karriere
Daniel Walther stand in der Saison 1992/93 im Oberligakader des EC Heilbronn. Zwischen 1994 und 1999 spielte Daniel Walther für den EHC Neuwied in der zweitklassigen 1. Liga Nord, nur unterbrochen von der Spielzeit 1996/97, in der er für die Limburger EG aus der 2. Liga Nord die Schlittschuhe schnürte. Mit den Neuwieder Bären gewann Walther 1998 die Meisterschaft der 1. Liga. Die Saison 1999/2000 verbrachte er beim ESV Bergisch Gladbach in der Regionalliga NRW, wechselte aber in der folgenden Saison zurück nach Neuwied, um für den neu gegründeten SC Mittelrhein zu spielen. Nachdem er mit der Mannschaft den Aufstieg in die Oberliga geschafft hatte, ließ er eine weitere Spielzeit im Trikot der Bären folgen. Anschließend spielte Walther fünf Spieljahre beim EC Siegerland in der Landesliga NRW und Verbandsliga NRW. Seit der Saison 2006/07 spielte er wieder für den neuen EHC Neuwied, mit dem ihm zweimal in Folge der Aufstieg gelang. Zur Spielzeit 2011/12 wechselte der inzwischen 39-jährige Walther in die Oberliga-West zum EHC Netphen ’08, für dessen Vorgängerverein EC Siegerland er bereits spielte. In dieser Spielzeit absolvierte Walther auch einige Spiele für die EG Diez-Limburg in der Hessenliga. Seine letzten Spiele absolvierte er im folgenden Jahr für die 2. Mannschaft des EHC Neuwied in der Rheinland-Pfalz Liga.

## Trainer
Seit 2014 ist Daniel Walther als Nachwuchstrainer für den EHC Neuwied tätig und betreut dort in der Spielzeit 2015/16 die DNL2 Mannschaft des Vereins.

## Erfolge und Auszeichnungen
- Juniorennationalspieler
- Meister der 1. Liga 1998
- Aufstieg in die Oberliga 2001
- Landesligameister 2003/2004 NRW (EC Siegerland)
- Verbandsligameister 2005/2006 NRW (EC Siegerland)Spielertrainer
- Verbandsligameister 2007/2008 NRW (EHC Neuwied)
- Verbandsligameister 2008/2009 NRW (EHC Neuwied)